# Organ Pipe Peaks
Organ Pipe Peaks är en bergstopp i Antarktis. Den ligger i den centrala delen av kontinenten. Nya Zeeland gör anspråk på området. Toppen på Organ Pipe Peaks är 1 513 meter över havet.
Terrängen runt Organ Pipe Peaks är lite bergig, och sluttar västerut. området är obebott. 